# Arhipelagul Estonian

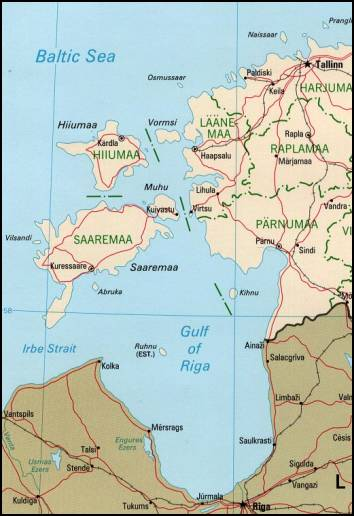
Arhipelagul Estonian

Arhipelagul Estonian (în estonă Lääne-Eesti saarestik, de asemenea cunoscut ca Arhipelagul Moonsund) este un grup insular din Marea Baltică, care aparține Estoniei. Are o suprafață de 4000 km2, echivalentă cu 8,8% din teritoriul Estoniei. Arhipelagul este separat de continent prin strâmtoarea Väinameri. Înălțimea maximă este atinsă de Dealul Raunamägi, cu 54 m (ins. Saaremaa). 
Climatul este temperat-maritim, blând. Temperatura medie variază între -4 (ianuarie) și +17 (iulie) grade Celsius. Precipitațiile sunt de 550-600 mm/an. Orașele principale sunt Kuressaare, cu 19.919 loc. și Kärdla, cu 3.634 loc.

## Insule
- Saaremaa - 2673 km2
- Hiiumaa - 989 km2
- Muhu - 198 km2
- Vormsi - 93 km2
- aprox. 500 insule mici